# 壱岐 (戦艦)
| 1906年2月12日、横須賀港にて撮影された壱岐 | |
| 艦歴                                      | |
| 発注                                      | |
| 起工                                      | 1886年3月8日（ロシア帝国海軍インペラートル・ニコライ1世として）                                                |
| 進水                                      | 1889年5月20日（インペラートル・ニコライ1世として）                                                             |
| 就役                                      | 1905年6月6日（日本海海戦にて捕獲され大日本帝国海軍へ編入）                                                     |
| 除籍                                      | 1915年5月1日                                                                                                   |
| 沈没                                      | 1915年10月4日                                                                                                  |
| 性能諸元                                  | |
| 排水量                                    | 常備：8,440t 満載：9,960t                                                                                      |
| 全長                                      | 垂線間長：99.9m 水線長：101.0m                                                                                 |
| 全幅                                      | 20.4m |
| 吃水                                      | 7.6m |
| 機関                                      | ベルヴィール式石炭専焼缶16基 ＋直立型三段膨張式三気筒レシプロ機関2基2軸推進 8,000ihp                           |
| 燃料                                      | 石炭 1,000t |
| 最大速                                    | 16ノット |
| 航続距離                                  | 4,900海里（10ノット時)                                                                                         |
| 兵員                                      | 611名 |
| 装甲                                      | 水線帯：360mm 砲塔：230-250mm ケースメイト：150mm 甲板：60mm                                                   |
| 兵装                                      | 30.5cm（30口径）連装砲1基2門 15.2cm（40口径）単装砲6基6門 12cm（40口径）単装砲6基6門 8cm（40口径）速射砲6基6門 |

壱岐（いき、旧字体：壹岐）は、日本海軍の戦艦（のち海防艦）。
艦名は、旧国名「壱岐国」に因む。
日本海軍の法令上は旧字体の壹岐だが、本項目では壱岐と表記する。
1915年（大正4年）10月4日、裕仁親王（のち昭和天皇）および東郷平八郎元帥が観戦する中（御召艦榛名）、標的艦として撃沈処分された。

## 艦歴
「壱岐」は、元はロシア帝国の艦隊装甲艦インペラートル・ニコライ1世（ロシア語: Император Николай I）であった。ロシア帝国海軍時代には、一時はバルチック艦隊の最有力艦艇であり、旗艦を務めたこともあった。
「インペラートル・ニコライ1世」はバルチック艦隊に所属して日露戦争に参加、ニコライ・ネボガトフ少将指揮下の第3艦隊（第3太平洋艦隊）に所属し、ネボガトフ少将の旗艦としてウラジオストクに向かう。航海中の1905年（明治38年）5月27日、バルチック艦隊は日本海軍（連合艦隊、司令長官東郷平八郎大将、旗艦三笠）と交戦する。
戦闘で負傷したジノヴィー・ロジェストヴェンスキー提督は大破した旗艦「クニャージ・スヴォーロフ」から駆逐艦「ブイヌイ」に脱出、艦隊の指揮権はネボガトフ提督（旗艦ニコライ1世）に委ねられた。
翌5月28日、ネボガドフ提督指揮下のロシア側5隻は連合艦隊に包囲され、降伏する（日本海海戦）。
本艦と同時にオリョール、アプラクシン、セニャーヴィンも降伏した。「イズルムード」のみ逃走に成功した。
6月6日、日本海軍は捕獲したロシア軍艦5隻を改名する。
「オリョール」は戦艦「石見」、「アドミラル・セニャーヴィン」は海防艦「見島」、駆逐艦「ベドーヴイ」は「皐月」、「ゲネラル・アドミラル・アプラクシン」は海防艦「沖島」、そして「インペラートル・ニコライ1世」は戦艦「壱岐《壹岐》」と命名された。
同日附で5隻（石見、壱岐、沖島、見島、皐月）はそれぞれ軍艦籍に編入される（壱岐は二等戦艦籍）。
本艦は、横須賀鎮守府籍と定められた。
同年10月23日、東京湾で凱旋観艦式（明治天皇御召艦浅間、先導艦八重山）が行われる。元ロシア海軍艦艇（相模《ペレスウェート》、丹後《ポルタワ》、壱岐、沖島、見島）等も凱旋観艦式に参列した。
12月12日、壱岐は一等海防艦に類別される。翌年、佐世保工廠での修理が終わる。
1915年（大正4年）5月1日、「壱岐」は帝国軍艦籍および艦艇類別等級表から除籍される。本艦は標的艦として処分されることになった。
同年10月1日、熱田神宮参拝を終えた大正天皇皇太子の裕仁親王（のちの昭和天皇）は、東宮御学問所総裁東郷平八郎・同幹事小笠原長生・東宮侍従長入江為守・海軍元帥井上良馨等と名古屋港より駆逐艦「樺」を経由して巡洋戦艦「榛名」（第一艦隊司令長官吉松茂太郎）に乗艦する。
10月2日の射撃予定は、悪天候により延期された。
10月3日の射撃予定も、「壱岐」の曳索切断のため中止となる（皇太子は上陸して二見興玉神社の夫婦岩を見学）。
10月4日午前10時15分以降、皇太子（榛名座乗）や東郷元帥が見学する中、三重県鳥羽沖（伊勢湾沖合）で金剛型巡洋戦艦2隻（金剛、比叡）は「壱岐」に対する実弾射撃を開始した。射撃前、東郷元帥は皇太子に「壱岐」の艦歴や日本海海戦当時の状況を説明している。
射撃されて十数分後、「壱岐」は右舷に傾斜して転覆し、沈没した。
10月26日、横須賀海軍工廠長は「壱岐」の模型を裕仁親王に献上した。

## 年表
- 1886年3月8日 サンクトペテルブルク、フランコ＝ルースキイ工場で起工。艦種は艦隊装甲艦。艦級はインペラートル・アレクサンドル2世級。
- 1889年5月20日 進水。
- 1891年5月13日 竣工し、バルト艦隊に編入される。但し、実際に稼動体制に入ったのは1892年のこと。
- 1904年11月3日 ロシア第三太平洋艦隊（いわゆる「バルチック艦隊」）に編入され出航。
- 1905年5月14日 バルチック艦隊本隊に合流
  - 5月27日 日本海海戦に参戦（ネボガトフ提督旗艦）[5]。
  - 5月28日 竹島沖で日本艦隊に追い詰められネボガトフ提督は降伏、本艦も捕獲される[16]。
  - 6月6日 戦利艦（二等戦艦）として日本艦隊に編入され、「壱岐」と命名[5]。
  - 12月12日 一等海防艦に類別される[4]。
- 1906年 佐世保工廠で整備完了。
- 1915年5月1日 老朽化と旧式化により除籍される[5][37]。
  - 10月4日 伊勢湾外で巡洋戦艦「金剛」「比叡」の36cm砲の標的艦として撃沈処分された[2]。

## 艦長
※『日本海軍史』第9巻・第10巻の「将官履歴」及び『官報』に基づく。
- 梶川良吉 大佐：1905年6月14日 - 1905年11月2日
- 西紳六郎 大佐：1905年12月20日 - 1906年8月30日
- 森義太郎 大佐：1906年8月30日 - 1907年8月5日
- 奥宮衛 大佐：1907年8月5日 - 8月10日
- （兼）奥宮衛 大佐：1907年8月10日 - 1908年2月20日
- （兼）築山清智 大佐：1908年2月20日 - 1908年4月1日
- 築山清智 大佐：1908年4月1日 - 12月10日
- 上村経吉 大佐：1909年5月25日 - 1910年7月16日
- 吉島重太郎 大佐：1910年7月16日 - 12月1日
- （兼）東郷静之介 大佐：1910年12月1日 - 1911年4月1日
- （兼）久保田彦七 大佐：1911年4月1日 - 5月22日
- （兼）矢島純吉 大佐：1911年5月22日 - 12月1日
- （兼）東郷静之介 大佐：1911年12月1日 - 1912年12月1日
- （兼）今井兼胤 大佐：1912年12月1日 - 1914年5月29日
- （兼）岡田三善 大佐：1914年5月29日 - 1915年5月1日